# Šventoji
De Šventoji (letterlijke betekenis De Heilige Aa) is een 242 km lange rivier in Litouwen, die in het noordoosten van het land ontspringt en uitmondt in de Neris in de buurt van Jonava. Het is de langste rivier die geheel binnen Litouwen stroomt. De belangrijkste plaatsen langs de rivier zijn: Ukmergė en Anykščiai. Een 12 km lang kanaal verbindt sinds 1963 de Nevėžis met de Šventoji, ondersteund door een pompstation bij Kavarskas.
Het merengebied waar de Šventoji ontspringt is geliefd bij peddelaars.

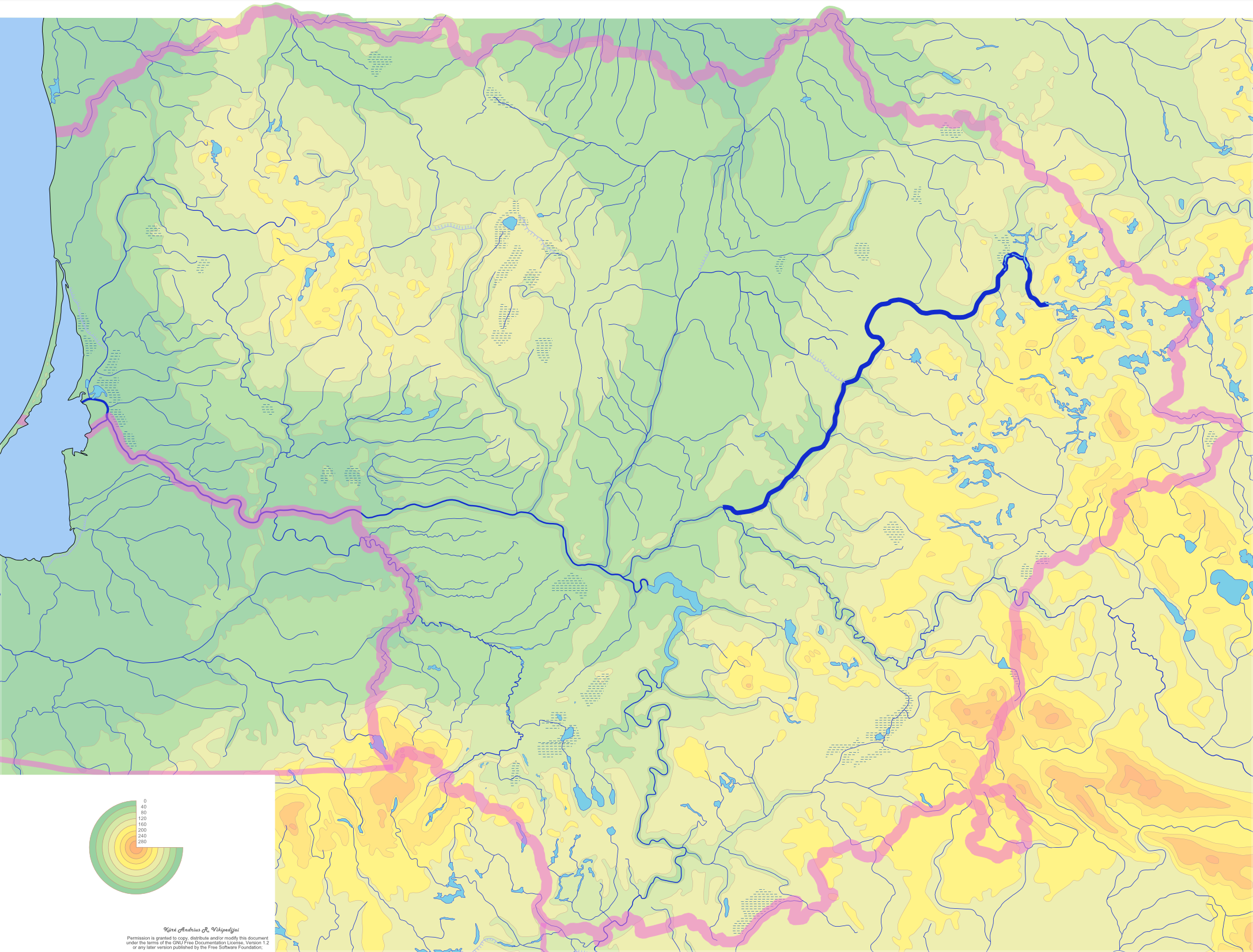
rivier: Šventoji

- Système universitaire de documentation: 261848216
- Virtual International Authority File: 242770876